# مدرسة توك للأعمال
تُعد مدرسة توك للأعمال (بالإنجليزية: Tuck School of Business)‏ أو توك، وتُعرف رسميًا بمدرسة عاموس توك للإدارة والمالية، مدرسة أعمال عليا بكلية دارتموث، إحدى الجامعات البحثية في رابطة اللبلاب، تقع في هانوفر في ولاية نيوهامبشير الأمريكية. تأسست في 1900 من خلال تبرع قدمه خريج دارتموث يُدعى إدوارد توك، كانت مدرسة توك أول مُؤسسة في العالم لمنح درجة الماجستير في إدارة الأعمال.
تمنح مدرسة توك درجة علمية واحدة، حيث درجة الماجستير في إدارة الأعمال من خلال برنامج سكني بدوام كامل. لم تُقدم المدرسة برنامج بدوام جزئي لدراسة الأعمال، اعتقادًا منها بأن نوعية هذه البرامج، في حين أنها مُربحة، ولكن من شأنها أن تُضعف التركيز على برامج الماجستير في إدارة الأعمال.
ومع ذلك، تُقدم توك برنامجًا مُتقدمًا للإدارة للمُديرين التنفيذيين، والذي يمتد إما أسبوعًا أو أسبوعين اعتمادًا على الدورة التدريبية. بالإضافة إلى ذلك، تُقدم توك برنامج صيفي مُكثف لمدة 4 أسابيع لطلاب الفنون الحرة الذين يسعون إلى بناء أساس في مفاهيم الأعمال الأساسية.
بالمُقارنة مع غيرها من كليات إدارة الأعمال القيمة، تشتهر توك بمُحيطها الريفي وحجمها الصغير، حيث يتكون كل فصل لدراسة الماجستير في إدارة الأعمال من حوالي 280 طالبًا. على هذا النحو، وبجانب التزام توك بميزة برنامج الماجستير في إدارة الأعمال بدوام كامل إلى معدل العطاء العالي بين 10.300 خريج في 73 دولة. فإن نحو نسبة 70% من جميع خريجي توك يؤولون بانتظام إلى هذه المدرسة، وهو أعلى مُعدل بين كليات إدارة الأعمال في جميع أنحاء العالم.
احتل برنامج الماجستير في إدارة الأعمال المُرتبة العاشرة في العديد من المنشورات، مُتضمنًا أخبار الولايات المُتحدة الأمريكية، يو إس نيوز آند وورد ريبورت، صحيفة بلومبرج، وصحيفة ذي إيكونوميست، ووكالة فوربس الإعلامية، وبزنس إنسايدر وفولت. ووفقًا لأخبار الولايات المتحدة، ورليد روبرت، كسب خريجو برنامج الماجستير لإدارة الأعمال منحة مالية قدرها 158.194 دولار كتعويض عن السنة الأولى، خامس أعلى درجة ماجستير لإدارة الأعمال في الولايات المتحدة. يرتبط أيضًا برنامج الماجستير في إدارة الأعمال بمدرسة توك بالمركز التاسع مع معهد ماساتشوستس للتكنولوجيا لأعلى متوسط لدرجة 722 لاختبار القبول في إدارة الدراسات العليا في فصولها.
تُعد واحدة من مدارس رابطة اللبلاب لدراسة الأعمال، بجانب كلية وارتون لإدارة الأعمال وكلية هارفارد للأعمال ومدرسة كولومبيا للأعمال وكلية صموئيل كورتيس جونسون العليا للإدارة ومدرسة يالي للإدارة.

## نبذة تاريخية

### التأسيس

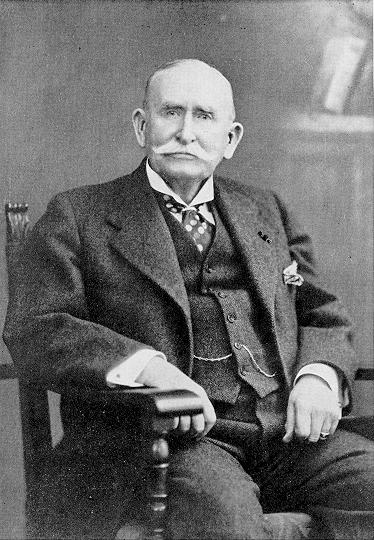
إدوارد توك، فصل دارتموث لعام 1835، مُؤسس مدرسة توك.

مع بداية القرن 20، قرر عميد كلية دارتموث، وليم جيويلت تاكر، تأسيس مدرسة لدراسة الأعمال والتجارة لتدريس العدد المُتزايد من خريجي دارتموث الذين دخلوا العالم التجاري. بالإضافة إلى ذلك، كان تاكر مُهتمًا بقيادة إدارة الأعمال بمعنى اجتماعي واسع، أو كما قال، «يتناسب التدريب مع المعنى الأشمل للتجارة والأعمال»، ولهذا بدأ البحث بالاهتمام بين خريجي دارتموث.
من خلال علاقة صداقة مُتجددة، حث تاكر زميله في السكن على مُساندته خلال سنوات الدراسة في دارتموث، إدوارد توك، الذي أصبح منذ ذلك الحين صاحب بنك سخي ومحب للخير. بصدر رحب وافق على المُساعدة، في 8 سبتمبر1899، تبرع إدوارد توك بمبلغ مبدئي 300.000 دولار، في شكل 1700 سهم من الأسهم الممتازة لشركة سكة حديد الشمال الكبرى في مينيسوتا، لمنح وتأسيس مدرسة عاموس توك لدراسة الإدارة والمالية، التي كانت تُدعى باسم والد توك وخريجي دارتموث، عاموس توك. في يناير 1900، وافق أمناء مدرسة دارتموث على التصويت رسميًا بإنشاء المدرسة.

### نمط مدرسة توك

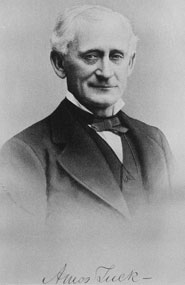
عاموس توك، كان حاملًا لنفس اسم مدرسة توك، مُؤسس الحزب الجمهوري.

كلفت المدرسة نحو 100 دولار رسوم مدرسية للطلبة الأقلية الذين التحقوا بالصف الأول؛ حصل خريجي دارسة البرنامج لمدة عامين على درجة الماجستير في العلوم التجارية. طُور منهج الدراسة بالمدرسة كلا من مجالات الفنون الحرة التقليدية، والتعليم المالي والاقتصادي خصوصًا؛ كانت السنوات الأولى مطلوبة لدراسة التاريخ الحديث وعلم الاقتصاد وعلوم السياسة وعلم الاجتماع واللغة الأوروبية وتكوين ومُحادثة اللغة الإنجليزية؛ شملت المقررات الدراسية في العام الثاني التاريخ الحديث والدبلوماسية والمالية والنقل والتأمين والقانون والإدارة المحلية وعلم دراسة السكان والمُؤسسات الاجتماعية واللغة وتدريب الهيئات.
دَرّس أساتذة دارتموث المُقررات الدراسية في مدرسة توك لأكثر من خمس سنوات، أثناء تدريس المعلمين الزوار من خارج البلاد ورجال الأعمال، فمنهم التجار والمحامين ورئيس شركة تأمين ومحاسب لطلاب العام الثاني. سَعِد إدوارد بإتساع الخبرة التي وُجدت في مُعلمي المدرسة، كتب إلى عميد دارتموث في فبراير 1902، «أنا سعيد بأن هذا سيكون هدف المدرسة لجذب طلاب بالتواصل العملي مع رجال الأعمال».
أثناء اتجاه برامج الأعمال الأخرى بتقديم مقررات دراسية فنية متخصصة لا ترتبط بفنون الأعمال التقليدية الحرة ولا أهداف الأعمال، رسخت توك نفسها كمدرسة للإدارة العامة بمعنى أكثر تحررًا، وفقًا لدراسة أجرتها مُؤسسة كارنغي، «من المُحتمل أن مدرسة توك اتجهت إلى حد أبعد من المُؤسسات الأخرى في فترة ما قبل الحرب، واضعةً عملها في مستوى فكري مطلوب». وبالتالي، فإن تركيز مدرسة توك على نطاق واسع اعتمد في الإدارة العامة على العديد من مدارس التجارة الناشئة، وكان يُطلق عليها اسم نمط توك.

### إرث القيادة والتوسع
عقد طلاب العام الصف الأول دراستهم في بين هاربارد، الكائنة شمال الشارع الرئيسي تقاطع الكلية الخضراء. بعد عام واحد وفي 1901، تبرع توك بمبلغ إضافي بقيمة 100.000 دولار لإنشاء قاعة توك الأصلية، وهي قاعة ماكنوت حاليًا. تطورت المدرسة وازدهرت تحت إدارة فرانك ديكسون، الذي شغل منصب أول سكرتير للمدرسة، وفيما بعد التحق بقسم الاقتصاد بكلية دارتموث بالدوام الكُلي في 1904، يليه هارولو بيرسون، أول مدير لمدرسة توك، من 1904 حتى 1919. وفي 1911، دعا بيرسون نحو 300 قائد في مجال الصناعة، من بينهم فريدريك وينسلو تايلور، الذي أصبح فيما بعد مُعلمًا في توك، وليليان جيلبريث، إلى مُؤتمر كبير حول الإدارة العلمية، والذي يعتبره مُؤرخو الأعمال انطلاقًا لما أصبح فيما بعد حركة الإدارة العلمية العالمية.

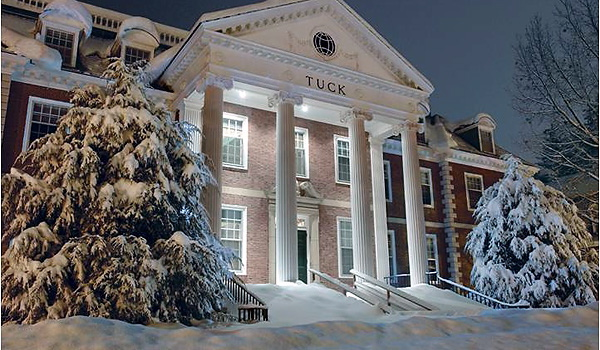
قاعة توك، المبنى الإداري الرئيسي لمدرسة توك، بعد سقوط جليد كثيف.

بعد ذلك، كانت المدرسة تحت قيادة أحد خريجي توك، ويليام غراي، من 1919 حتى 1937. خلال هذه الفترة من الازدهار، كتب رئيس دارتموث، إرنست مارتن هوبكنز، في كثير من الأحيان إلى إدوارد توك مُفكرًا في خريجي المدرسة وأعضاء هيئة التدريس. في أواخر 1920، سعى هوبكنز إلى توحيد مدرسة توك من خلال إنشاء حرم جامعي مركزي وتوحيد المرافق الأكاديمية والسكنية في المدرسة. ولكن من أجل القيام بذلك، كان على هوبكنز الحصول على إذن للقيام بذلك من إدوارد توك، حيث تنص وثائق التأسيس على أن يتم استخدام قاعة توك الأصلية بشكل حصري لمدرسة الأعمال. كتب هوبكنز إلى توك في يوليو 1928، والذي كان يبلغ حينها 85 عامًا ويعيش في فرنسا، مُوضحًا أسبابه للتحرك المُقترح وطلب الإذن بتحرير دارتموث من النص المُتعلق باستخدام قاعة توك الأصلية. وبدوره، منحه إدوارد توك الإذن وكتب لهوبكنز في أغسطس 1928: («لقد تخطى نجاح وازدهار المدرسة كافة توقُعاتنا الأصلية، ولنا الحق لأن نفخر بذلك. وسيكون من دواعي رضائي أن [أتبرع بأموال] إذا كان بإمكاني، بدلًا من أن أساهم برأس مال خارجي يُساهم في العمل الذي أعتني به ماديًا بنفسي حتى الآن».

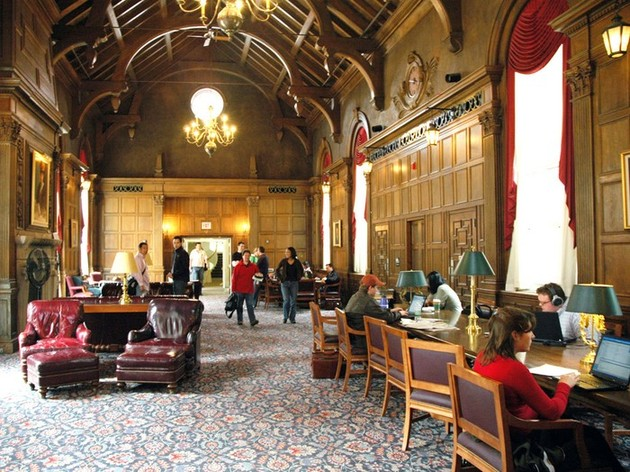
قاعة ستيل، تم تسميتها فيما بعد جوليا ستيل، نسبة إلى اسم زوجة إدوارد توك.

تبرع توك بنحو 600 من أسهم بنك تشيس الوطني، الذي بُيع مُقابل 567.766 دولار قبل شهرين من انهيار الثلاثاء الأسود في بداية الكساد الكبير. وعلى الجانب الغربي من الحرم الجامعي، تم الانتهاء من قاعة إدوارد توك في 1930 وكان مُحاطًا بمهجعين اثنين. وصالة تشيس ووودبوري، على اسم اثنين من خريجي دارتموث، سلمون بورتلاند تشيس وليفي وودبري على التوالي. وسُميت قاعة ستيل، مُرفق الطعام المُجاور لقاعة تشيس، فيما بعد باسم زوجة توك، جوليا ستيل. ومع اكتمال المشروع، أصبح طلاب توك يعيشون سويًا ويأخذون حصصهم سويًا.

### تغيرات ما بعد الحرب العالمية الثانية
في 1937، خلف هيرلوف أولسن جراي كعميد لتوك وقاد المدرسة حتى 1951. أثناء فترة توليه المنصب، أنشأ أولسن برنامج ثاير توك المُشترك بين مدرسة الأعمال ومدرسة الهندسة. وفي 1942، تغير اسم المدرسة إلى عاموس توك لإدارة الأعمال، وتحت إدارة آرثر رينهولد ترفيرينج، والذي قاد توك من 1952 حتى 1957، وتغير برنامج الدرجة العلمية من درجة الماجستير في العلوم التجارية إلى درجة الماجستير الحديث في إدارة الأعمال في 1953.
حتى أواخر 1950 وبدايات 1960، لبت مدرسة توك في المقام الأول حاجات طلاب دارتموث، وقبلت غير الخريجين خلال عامهم الثالث، وحقق كل طالب أعلى من 90% من كل فصل في توك. وتحت إدارة كارل هيل، الذي قاد المدرسة من 1957 حتى 1968، حولت توك تركيزها إلى جذب هيئة طلابية وطنية لإنشاء هيئة طلابية أكثر تنوعًا، بالإضافة إلى إنشاء هيل برنامج الشركاء في 1964 لتعزيز العلاقات بين توك ومُجتمع الأعمال. من خلال الحصول على منح من مؤسسة سلون، جلب هيل أيضًا هيئة تدريس إضافية إلى المدرسة من خلال إعداد تمويل للبحوث الصيفية.
شهدت المدرسة توسعًا في ظل إدارة هيل، حيث أنُشئ مجلس للمُشرفين بالمدرسة وكذلك مكتب القبول بدوام كامل في أوائل 1960. شهد التوسع الناتج في أواخر الستينيات نموًا إضافيًا في الحرم الجامعي ببناء مسكن جديد، من خلال تبرع سخي قدمه توماس ميروج، مُؤسس شركة ليتل تايكس، احتوى مركز موروج على مكتبة فيلدبرج للأعمال والهندسة.
واصل جون هينيسي، الذي خلف هيل كعميد في عام 1968 تجديد المناهج الدراسية وتوظيف أعضاء هيئة تدريس جدد. وفقًا لتقرير جوردن-هاول من مؤسسة فورد وتقرير بيرسون لمُؤسسة كارنغي اللائي صنفا مدرسة توك على أنها تمتلك مناهج أكاديمية جادة، بما في ذلك التخصصات الناشئة حديثًا في العلوم الكمية والسلوكية، بالإضافة إلى السلوك التنظيمي وسياسة الأعمال. وربما كانت أهم تغييرات هينيسي هي جهوده في تجنيد طلاب قاصرين لبرنامج توك؛ حيث شغل منصب الرئيس المُؤسس لمجلس الفرص في تعليم إدارة الدراسات العليا وزار العشرات من المدارس لتجنيد الطلاب القصر في توك. في عام 1964، اعترفت توك بأول طالب من القاصرين، وفي عام 1968، ظهرت أول طالبة تدرس بها.

### من سبعينيات القرن العشرين حتى الوقت الحالي
في عام 1971، أنشأ هينيسي برنامج توك للمنح السنوية، الذي اجتذب في عامه الأول 71000 دولار من 27% من الخريجين الذين تبرعوا. في نفس العام، تم تأسيس توك اليوم، وهي مجلة خريجي المدرسة. بحلول عام 1972، تم تأسيس أندية لخريجي توك في المدن الكبرى في جميع أنحاء البلاد، مما ساعد على تعزيز دور توك في أول حملة لحملة دارتموث. أشرف هينيسي أيضًا على تأسيس برنامج توك التنفيذي في عام 1974 جنبًا إلى جنب مع الأستاذ كينيث ديفيس.
تحت حكم المدراء ريتشارد ويست، الذي أدار المدرسة من عام 1976 إلى عام 1983، وكولن بلايدون، الذي أدارها من عام 1983 وحتى 1990، توسعت المناهج الدراسية في الكلية بشكل كبير، وزادت الطلبات بنسبة الثلث. منذ أواخر الثمانينيات من القرن الماضي، استمرت توك في التوسع في زيادة حجم الطلاب وهيئة التدريس، وشهدت إنشاء مبنيين جديدين في الحرم الجامعي، بالإضافة إلى العديد من مراكز الأبحاث وبرامج الأعمال غير الجامعية.

## الحرم الجامعي

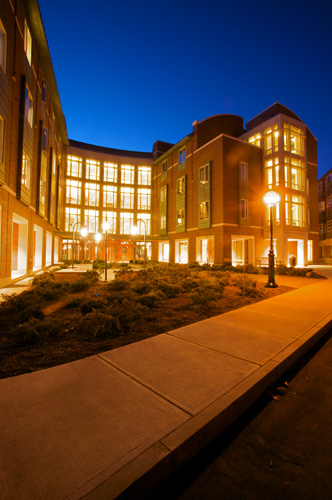
مجمع توك السكني والتعليمي.

تقع مدرسة توك في الحرم الجامعي لكلية دارتموث، والتي تقع في منطقة ريفية، حيث أعلى وادي نيو إنجلاند بمدينة هانوفر، بنيوهامبشير. يقع الحرم الجامعي لمدرسة توك بمجمع الجانب الغربي للحرم الجامعي لكلية دارتموث، بالقرب من نهر كونيتيكت. بعد فترة وجيزة تأسست في 1900، كانت توك واقعة على مبنى واحد على الجانب الأخر من ذاجرين في وسط الحرم الجامعي؛ في 1930، انتقلت المُؤسسة إلى قاعات ستيل وشيسي وتوك وودبيري في موقعها في الوقت الحالي بطول توك مول. واليوم، تُعد هذه الهياكل الأصلية بمثابة أربعة من المباني الأكاديمية والإدارية الست في توك.
تُؤكد مدرسة توك طابعها السكني، واصفةً الحياة السكنية على أنها «أساس ثقافة توك» وتعتمد على أن «أحد الأسباب التي تجعل من خريجي توك من بين الأكثر ولاءً لكل مدارس الأعمال في العالم»." وُصف موقع مدرسة توك المٌنعزل باعتباره مشكلة صورة لجذب المُلتحقين وأعضاء هيئة التدريس إلى طابع حرمها الجامعي الريفي، بالرغم من أن بعض الطلاب نوهوا عن الموقع المعزول كميزة إيجابية لتعزيز الحميمية والصداقة فيما بينهم.
حاليًا، يُوجد في توك خمسة مرافق سكنية: قاعة بوكانان، التي شُيدت عام 1968، وقاعة ويتيمور، التي شُيدت عام 2000، وقاعة بينو- فالنسيان وقاعة أختماير وقاعة رايتير، التي شُيدت عام 2008. علاوة على ذلك، فإن مُجمعًا جديدًا يُطلق عليه مُجمع توك للعيش والتعلم يضم 95 طالبًا إضافيًا بالإضافة إلى الفصول الدراسية ومساحة الدراسة بمثابة منزل لما يقرب من نصف طلاب "«توك» في السنة الأولى. تم بناء هذا المرفق الحديث في عام 2008 بحوالي 27.2 مليون دولار. تتشارك مدرسة توك في مركز موردوف، الذي يحتوي على مكتبة فيلدبرج للأعمال والهندسة، مع مدرسة ثاير للهندسة المُجاورة. يخدم بيرني توك حرم توك، فيما تُدير
خدمات دارتموث للطعام مرفق الطعام.

## برنامج ماجستير إدارة الأعمال
| تصنيفات كلية إدارة الأعمال | التصنيف | ماجستير في إدارة الأعمال في جميع أنحاء العالم | ماجستير في إدارة الأعمال في الولايات المتحدة |
| -------------------------- | ------- | --------------------------------------------- | -------------------------------------------- |
| بيزنس إنسايدر              | 8       |                                               |                                              |
| فاينانشال تايمز            | 7       |                                               |                                              |
| إكونوميست                  | 8       |                                               |                                              |
| بلومبرج بيزنس ويك          | 7       |                                               |                                              |
| فوربس                      | 5       |                                               |                                              |
| يو إس نيوز آند وورد ريبورت | 8       |                                               |                                              |
| فولت                       | 8       |                                               |                                              |

### أكاديميون
تُقدم مدرسة توك درجة علمية واحدة خلال الدراسة وهي درجة الماجستير لإدارة الأعمال بالدوام الكلي لمدة عامين. ربما يتخصص الطلاب في مجالات ماجستير إدارة الأعمال مثل المالية أو التسويق، ولكن التخصص غير مطلوب للتخرج. باشر طلاب ماجستير إدارة الأعمال في السنة الأولى في توك المناهج الدراسية الأساسية لمدة 32 أسبوعًا في الإدارة العامة ومشروع السنة الأولى المُتخصصة. وخلال العام الثاني، يحصل الطلاب على 12 دورة اختيارية ويُصممون مجال تخصص دراستهم.
تُشدد المدرسة على نهج تعاوني قائم على العمل الجماعي للتعلم، التي تُروج لها باعتبارها واحدة من أصولها «لبناء المهارات الشخصية المطلوبة لإدارة الأعمال». بالرغم من أنه تم انتقاد هذا التركيز على التعلم الجماعي التعاوني على أنه «حساس للغاية» للطلاب الذين يدخلون عالم الأعمال التنافسي، والتأكيد على بناء الإجماع في الرأي على أنه يضر بقُدرة الطلاب لصنع القرارات المُستقلة والسريعة.
يُمكن للطلاب الذين يسعون للحصول على درجات أخرى المُشاركة في واحد من سبعة برامج مُزدوجة أو درجة مُشتركة تقدم بالتعاون مع المُؤسسات الأكاديمية الأخرى. تشمل درجة مُزدوجة في ماجستير إدارة الأعمال/ ماجستير الآداب في القانون والدبلوماسية من كلية فليتشر للقانون والدبلوماسية بجامعة تافتس؛ ماجستير إدارة الأعمال/ ماجستير السياسة العامة من كلية جون كينيدي بجامعة هارفارد؛ وماجستير إدارة الأعمال/ ماجستير الدراسات في القانون البيئي من كلية الحقوق بولاية فيرمونت؛ وماجستير في إدارة الأعمال/ ماجستير الآداب من كلية بول نيتز للدراسات الدولية المُتقدمة في جامعة جونز هوبكينز. كما تشمل درجات علمية مُشتركة دكتوراة في الطب/ ماجستير إدارة الأعمال من مدرسة الطب في دارتموث؛ وماجستير الصحة العامة/ ماجستير إدارة الأعمال من مركز دارتموث للعلوم السريرية التقويمية؛ وماجستير إدارة الهندسة/ ماجستير إدارة الأعمال من مدرسة ثاير في دارتموث للهندسة. كما تُقدم المدرسة مجموعة مُتنوعة من برامج التبادل في السنة الثانية في مُؤسسات أخرى مثل هانديلشوشسشولي ليبزيج في ألمانيا والمدرسة العليا للتجارة في باريس ومدرسة برشلونة للأعمال وكلية لندن للأعمال.
بالإضافة إلى برنامج الماجستير في الأعمال، تُقدم المدرسة أيضًا مجموعة من برامج التعليم التنفيذي وغيرها من البرامج غير الجامعية، مثل برنامج توك بريدج للأعمال للطلاب الجامعيين الحاليين والجُدد وبرنامج تنمية وتعليم القيادة لطلاب المدارس الثانوية.

### إحصائيات التوظيف
حصل 95% من طلاب توك لبرنامج الماجستير للأعمال لعام 2017 على فرص عمل بعد التخرج بفترة ثلاثة أشهر، و100% من هؤلاء الطلاب وجدوا فرصًا للتدريب خلال الصيف التالي للسنة الأولى. وتُعد الاستشارات الإدارية (بنسبة 33%) من أكثر المهن انتشارًا بجانب الخدمات المالية (بنسبة 20%) والتكنولوجيا (بنسبة 20%) مع المُرتبات الأساسية السنوية للسنة الأولى للخريجين بمُتوسط 127.986 دولار مع مُكافأة تبلغ 30.208 دولار. وطبقًا لتقرير فينانسيال تايمز لماجستير دراسة الأعمال عام 2018، تحتل توك حاليًا المرتبة العاشرة على مستوى العالم لمُتوسط الراتب بعد التخرج لمدة ثلاث سنوات بمبلغ 172,735 دولار. لا يشمل هذا الرقم العلاوات أو غيرها من أشكال التعويض.
طبقًا لتقرير توظيف توك لعام 2017 الذي تم نشره، كانت شركات ماكنزي، بتوظيف 21 فرد، وباين، بتوظيف 18 شخص، وأمازون، بتوظيف 11 فرد، من أعلى شركات التوظيف لطلاب الدوام الكُلي لعام 2016. وكذلك كنا من أعلى شركات التوظيف للتدريب الطلابي لعام 2017، حيث كانت النسبة 16 شخص لصالح ماكنزي و11 شخص لصالح باين و10 شخص لصالح أمازون.

### المنظمة والبحث

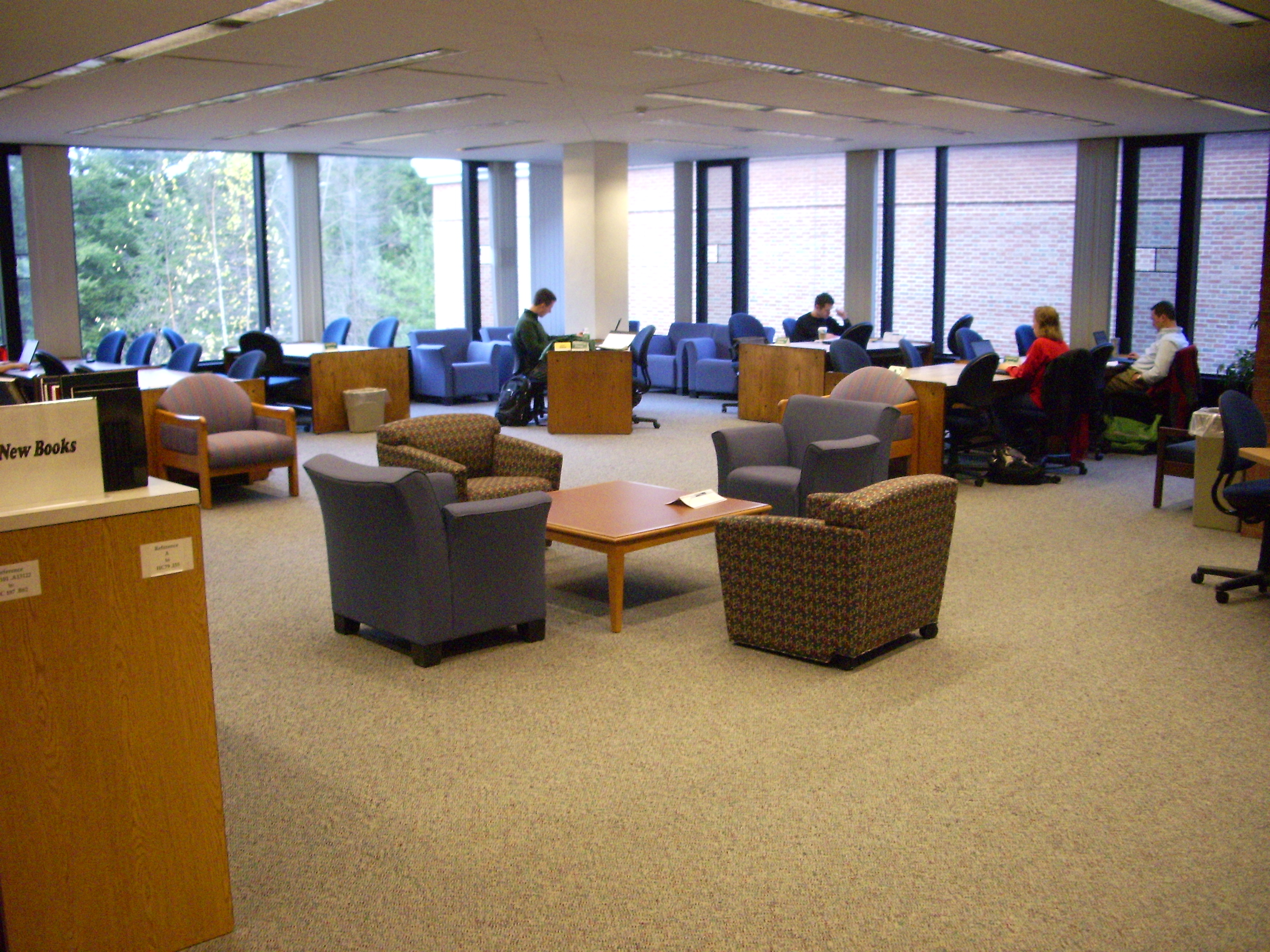
مكتبة فيلدبرج للأعمال والهندسة.

كالجانب الجامعي لكلية دارتموث، تعمل مدرسة توك على المنظومة الرباعية. كجزء من مؤسسة كبرى، تُدار مدرسة توك في النهاية من قِبَل عميد دارتموث ومجلس الأمناء. وبشكل مُباشر، تُدار المدرسة من قِبَل العميد، وحاليًا هو ماثيو سليوفتر، الذي دائمًا ما يستشير مجلس المُراقبين الذي تم تأسيسه في عام 1951.
منذ تقديم مدرسة توك درجة علمية واحدة فقط، وهي لا تتضمن أقسام أكاديمية كباقِ المؤسسات. وعوضًا عن ذلك، يتم تجميع أعضاء هيئة التدريس بشكل عام في واحد أو أكثر من سبعة مجالات أكاديمية مثل المحاسبة والمالية وعلوم الاقتصاد والتسويق وإدارة التشغيلات وعلوم الإدارة وإستراتيجية وإدارة الأعمال التجارية الدولية ومجتمع الإدارة. تُعد توك أيضًا المقر لخمسة مراكز بحثية تُنظم البحث في مجالات مختلفة لإدارة الأعمال. تهدف هذه المراكز إلى  تعزيز البحث في الكلية وتأسيس علاقات مُتبادلة بين مدرسة توك وعالم الشركات وبرامج الرعاية لتوك ككل؛ كما يتم دعوة طلاب الماجستير لدراسة الأعمال للمُشاركة في بعض الأحيان كزملاء وشركاء أبحاث. أما مراكز البحث الخمسة هم مركز وليم أشتميير للقيادة العالمية ومركز حكم الشركات ومركز الأعمال التجارية العالمية ومركز الملكية الخاصة وريادة الأعمال ومركز جلاسمير/مكنامي للإستراتيجيات الرقمية.

## الهيكل التنظيمي

### الطلاب
يُعرف طلاب مدرسة توك بلقب توكيس، ويبلغ عددهم ما يقرب من 560 طالب، 280 لكل فصل، كما يُشكل الطلاب الدوليين نسبة 37% من الهيكل الطلابي. تبلغ نسبة النساء بالمدرسة 44% مُقابل 41% لجامعة هارفارد و41% لجامعة كولومبيا، ويُعرفن «كأفضل تمثيل للمرأة بين برامج ماجستير إدارة الأعمال العليا» إلى جانب برنامج ماجستير إدارة الأعمال في وارتن. ويُمثل ذلك زيادة بنسبة 11% في تمثيل الإناث في توك من عام 2013. ويُمثل 23% من الحجم الطلابي لتوك الأقليات المحلية في الولايات المتحدة، وهو رقم مُتوسط نسبيًا بالمُقارنة مع كلية هارفارد لدراسة الأعمال، حيث نسبة 28%، ومعهد ماساتشوستس للتكنولوجيا حيث نسبة 15%. عالجت توك أوجه الضعف السابقة من خلال تقديم المنح إلى المُتقدمين ومن خلال الارتقاء بمثل نوعية هذه البرامج كمُؤتمر توك السنوي للتنوع والمُشاركة في تأسيس موطن للسيدات في مجال الأعمال والتجارة.
مثل العديد من مدارس الأعمال، تُشجع توك طلابها على اكتساب خبرة في العمل خلال المرحلة الجامعية قبل الالتحاق ببرنامج الماجستير لإدارة الأعمال، حيث يصل مُتوسط مُعدل الطالب المُتمرس إلى خمس سنوات بالدوام الكُلي، ومُتوسط عمر الطالب 28 سنة، حيث يتراوح العمر من 25 إلى 32 سنة.

### الخريجون
تفصح توك عن امتلاكها لما يقرب من 10.300 خريج يعيشون خلال 74 دولة مُختلفة. وتُطالب توك بأعلى نسبة للمُتبرعين الخريجين من أيه مدارس لدراسة الأعمال في العالم ولما يقرب من مُعدل 70% بين الخريجين. كان عام 2017 هو العام الحادي عشر على التوالي الذي ساهم فيه أكثر من ثلثي جميع الخريجين في تحصيل العلم.
من بين خريجي توك لبرنامج الماجستير لإدارة الأعمال الذين برزوا في مجال الأعمال رجل الأعمال جيم بتورث، وكينيا سيتو، المدير التنفيذي لشركة ليكسيل، وبيتر دولان، المدير السابق لشركة بريستول-مايرز سكويب، وكيفن ماكجراث، المدير التنفيذي لشركة ديجيتال أنجيل، وكريستوفر سينكلاير، المدير التنفيذي السابق لشركتي ماتيل وبيبسي كولا.
وفي مجال التعليم شغل ديفيد ماكلولين منصب عميد كلية دارتموث، وروبرت ويت رئيس لجامعة ألاباما.
كان من بين مجال خريحها أيضًا بعض المجالات الأخرى مثل الكاتب السيناريست والمخرج كامران باشا، وهيرمان ثيودور شنيبيلي، عضو مجلس النواب الأمريكي، وكايل شرودر، لاعب كرة القدم السابق لنادي XFL الأمريكي. تضمن برنامج التدريب التنفيذي لخريجي توك مديرة شركة تايمز نيو يورك والمدير التنفيذي لها جانيت روبينسون وعميد كلية التصميم ومركز الفنون دايفيد براون.

### أعضاء هيئة التدريس
اعتبارًا من العام الأكاديمي للعام الدراسي 2017-2018، تُوظف مدرسة توك لإدارة الأعمال 53 عضوًا من أعضاء هيئة التدريس بدوام كامل وتُحافظ حاليًا على نسبة الطلاب وأعضاء هيئة التدريس بنسبة 10:1. 96% من هؤلاء الأعضاء المُتفرغين إما بعقد دائم أو في طريقهم إلى تحولهم إلى مُعلمين دائمين، و36% من أعضاء هيئة التدريس من أصل دولي.
من بين الأساتذة والمُعلمين البارزين في توك، أستاذ العلوم الاقتصادية أندرو برنارد، أستاذ التسويق كيفين لين كيلير، أستاذ العلوم المالية كينيث الفرنسية، وأستاذ المالية جوردون فيليبس، وأستاذ الاقتصاد الدولي ماثيو جي سلوتر، وأستاذ الأعمال الدولية فيجاي جوفينداراجان، وأستاذ الإدارة الإستراتيجية ريتشارد دافيني، وأستاذ إدارة العمليات إريك جونسون ومن بين أعضاء هيئة التدريس السابقين رائد الفعالية الصناعية فريدريك وينسلو تايلور، وأستاذ التسويق بريان وانسينك، ومايكل جينسين، الذي درس كأحد الباحثين الزائرين.